# FK Slavia Mazyr
FK Slavia Mazyr je běloruský fotbalový klub z města Mazyr. Založen byl roku 1987. Dvakrát vyhrál běloruskou ligu (1996, 2000), stejně tak dvakrát získal běloruský pohár (1996, 2000). V roce 2005 sestoupil do 2. ligy a dostal se do vážných finančních problémů, které řešil sloučením s klubem ZLiN Gomel - nový klub nesl název FK Mazyr-Zlin. Současný název klubu je někdy psán s pomlčkou Slavia-Mazyr, aby byl odlišen od Slavie Mazyr z let 1998-2006.

## Historické názvy
- 1987-1994: FK Polesye Mazyr
- 1994-1998: FK MPKC Mazyr
- 1998-2006: FK Slavia Mazyr
- 2006-2007: FK Mazyr-ZLiN
- 2007-2008: FK Mazyr
- od 2008: FK Slavia Mazyr

## Kompletní výsledky v evropských pohárech
| Sezóna  | Soutěž | Kolo        |                 | Soupeř                 | 1. zápas | 2. zápas | Celkem |
| ------- | ------ | ----------- | --------------- | ---------------------- | -------- | -------- | ------ |
| 1996-97 | PVP    | Předkolo    | Island          | KR Reykjavík           | 2-2      | 0-1      | 2-3    |
| 1997-98 | LM     | 1. předkolo | Moldavsko       | Constructorul Chişinău | 1-1      | 3-2      | 4-3    |
|         |        | 2. předkolo | Řecko           | Olympiakos Pireus      | 0-5      | 2-2      | 2-7    |
| 1997-98 | UEFA   | 3. předkolo |                 | FC Dinamo Tbilisi      | 1-1      | 0-1      | 1-2    |
| 2000-01 | UEFA   | Předkolo    | Izrael          | Maccabi Haifa          | 1-1      | 0-0      | 1-1    |
| 2001-02 | LM     | 1. předkolo | Faerské ostrovy | VB Vágur               | 0-0      | 5-0      | 5-0    |
|         |        | 2. předkolo | Slovensko       | Inter Bratislava       | 0-1      | 0-1      | 0-2    |